# Neomargarodes pilosus
Neomargarodes pilosus är en insektsart som beskrevs av Jakubski 1965. Neomargarodes pilosus ingår i släktet Neomargarodes och familjen pärlsköldlöss. Inga underarter finns listade i Catalogue of Life.